# Каинелу де Сус (Хунедоара)
Каинелу де Сус (рум. Căinelu de Sus) насеље је у Румунији у округу Хунедоара у општини Бајица. Oпштина се налази на надморској висини од 309 m.

## Становништво
Према подацима из 2002. године у насељу је живело 470 становника, од којих су сви румунске националности.